# Kirchenkreis Bad Liebenwerda
Der evangelische Kirchenkreis Bad Liebenwerda ist ein Kirchenkreis der Evangelischen Kirche in Mitteldeutschland. Er gehörte bis zu dessen Auflösung zum Propstsprengel Halle-Wittenberg; seit 2022 gehört er zum Bischofssprengel Magdeburg. Der Kirchenkreis umfasst den südlichen und östlichen Teil des Landkreises Elbe-Elster und einige Gemeinden im Nordwesten des Landkreises Oberspreewald-Lausitz. Die Superintendentur hat ihren Sitz in Bad Liebenwerda. Der Kirchenkreis entstand in seiner jetzigen Form zum 1. Januar 1997 durch die Fusion der Kirchenkreise Elsterwerda, Herzberg und Liebenwerda, die damals zur Evangelischen Kirche der Kirchenprovinz Sachsen gehörten.
Der Kirchenkreis Bad Liebenwerda galt als kleinster Kirchenkreis des Propstsprengels, gleichzeitig aber auch, prozentual zur Gesamtbevölkerung des Gebiets gesehen, als der Kirchenkreis mit den meisten Gemeindegliedern.
Zum 1. Januar 2027 soll der Kirchenkreis Bad Liebenwerda mit dem Kirchenkreis Torgau-Delitzsch fusionieren, der neu entstehende Kirchenkreis wird seinen Sitz in Torgau haben.

## Leitung
Das höchste Entscheidungsgremium des Kirchenkreises ist die Kreissynode, die aus den hauptamtlich wirkenden Pfarrern, Kantoren und Gemeindepädagogen sowie ehrenamtlich wirkenden Vertretern der Gemeinden gebildet wird. Zwischen den Tagungen der Synode tagt der Kirchenkreistag, dem der Superintendent, der erste Stellvertreter des Superintendenten, der Präses der Kreissynode, vier bis zwölf Mitglieder der Kreissynode sowie der Leiter des Kreiskirchenamtes oder ein von ihm Beauftragter als beratendes Mitglied mit Rede- und Antragsrecht angehören.

## Kirchenkreisamt
Die zentrale Verwaltungsstelle des Kirchenkreises ist das Kirchenkreisamt, das sich in Herzberg/Elster befindet.

## Kirchenkreis
Der Kirchenkreis Bad Liebenwerda besteht aus 17 Pfarrämtern (Kirchspielen)
Pfarrämter
- Pfarramt Bad Liebenwerda mit Möglenz
- Pfarramt Elsterwerda mit Hohenleipisch und Dreska
- Pfarramt Falkenberg mit Schmerkendorf, Großrössen und Kleinrössen
- Pfarramt Herzberg mit Buckau, Frauenhorst, Mahdel, Friedrichsluga und Altherzberg
- Pfarramt Hirschfeld mit Großthiemig und Gröden
- Pfarramt Knippelsdorf mit Mehlsdorf, Werchau, Wiepersdorf, Wildenau, Schöna, Kolpien, Lebusa und Körba
- Pfarramt Koßdorf mit Altbelgern, Stehla, Martinskirchen und Langenrieth
- Pfarramt Lauchhammer mit Lauchhammer-Mitte, -Ost, -West, -Süd, Schwarzheide und Kostebrau
- Pfarramt Mühlberg/Elbe mit Altenau, Fichtenberg, Burxdorf, Neuburxdorf, Kröbeln und Stehla
- Pfarramt Plessa mit Kahla, Döllingen und Gorden
- Pfarramt Prösen mit Würdenhain, Oschätzchen und Stolzenhain
- Pfarramt Rehfeld mit Züllsdorf, Beyern, Fermerswalde, Kölsa und Löhsten
- Pfarramt Saxdorf mit Kauxdorf
- Pfarramt Schlieben mit Krassig, Oelsig, Hohenbucko, Proßmarke, Hillmersdorf und Stechau
- Pfarramt Schönewalde mit Ahlsdorf, Brandis, Bernsdorf, Dubro, Grassau, Hohenkuhnsdorf, Stolzenhain, Arnsnesta und Jeßnigk
- Pfarramt Uebigau mit Wiederau, Drasdo, Gräfendorf und Langennaundorf
- Pfarramt Wahrenbrück mit Bönitz und Kosilenzien

## Kirchengebäude
Siehe Kategorie:Kirchengebäude des Evangelischen Kirchenkreises Bad Liebenwerda

## Persönlichkeiten
- Stefan Jänke (* 1975), Kantor von Mühlberg